# Schlacht bei Mezőkeresztes
Sissek – Călugăreni – Mezőkeresztes – Schellenberg – Mirăslău – Guruslău
Die Schlacht bei Mezőkeresztes vom 23.–26. Oktober 1596 bei Mezőkeresztes im Raum Eger im heutigen Ungarn war eine Schlacht des Langen Türkenkrieges. Sie fand statt zwischen osmanischen Truppen unter Sultan Mehmed III. und einem österreichischen Heer unter Erzherzog Maximilian von Habsburg und verbündeten siebenbürgischen Truppen unter Führung des siebenbürgischen Fürsten Sigismund Báthory. Die Schlacht endete mit einem Sieg der Osmanen.

## Verlauf
Die Heere waren durch einen kleinen Fluss getrennt, welcher auch den Ablauf der Schlacht bestimmte. An den ersten beiden Tagen versuchten die Osmanen über den Fluss anzugreifen und wurden dabei zurückgeschlagen. Am letzten Tag der Schlacht griffen die kaiserlichen Truppen nun ihrerseits über den Fluss an. Die kaiserlichen Truppen waren schon tief ins Zentrum der Osmanen eingedrungen und hatten dort wohl schon mit dem Plündern des gegnerischen Lagers begonnen, als sie durch einen gut organisierten osmanischen Gegenangriff entscheidend zurückgeworfen wurden. Österreicher und Verbündete hatten hohe Verluste zu verzeichnen. Es war die letzte große Schlacht während des sogenannten Langen Türkenkrieges.

## Folgen
Im Ergebnis war den Osmanen der Weg nach Mitteleuropa geöffnet. Man hielt es für notwendig, Wien in Verteidigungszustand zu versetzen. Kaiser Rudolf II. berief den Reichstag von 1597/98 in Regensburg ein, um eine weitere Türkenhilfe durchzusetzen.
Der Kriegszustand dauerte zwar noch bis zum 11. November 1606, doch kam es nach dieser Schlacht nur noch zu kleineren Belagerungsscharmützeln und bereits ab 1599 wurde über einen Frieden verhandelt. Trotz des günstigen Ausgangs der Schlacht musste der Sultan den Kaiser im Frieden von Zsitvatorok erstmals als gleichberechtigten Verhandlungspartner u. a. auch wegen der Gefahr eines Zweifrontenkrieges mit den persischen Safawiden im Osten des Reiches anerkennen. Eine einmalige Zahlung von 200.000 Gulden beendete den bis dahin jährlich zu zahlenden Tribut. Dem Langen Türkenkrieg folgte auch eine längere Phase des Friedens zwischen dem Osmanischen Reich und dem Kaiserreich. Sie endete erst 1663 mit Beginn des 4. Österreichischen Türkenkrieges, der das militärische Gleichgewicht zu Gunsten des Kaiserreichs verschieben sollte.